# Igreja do Seminário Maior de Viseu
A Igreja do Seminário Maior, na cidade de Viseu, era a igreja do Convento dos Néris, ou do Seminário Maior, em que esteve integrada até 1841.
O edifício conventual integra actualmente alguns dos serviços do Cabido da Sé de Viseu e da diocese, tendo o edifício, na sua totalidade, sido alvo de obras de reabilitação funcional e arquitectónica. O edifício conserva no seu interior as curiosas escadas suspensas, original concepção arquitectónica de acesso aos andares superiores, único legado de menção do edifício primitivo, após a sua reconstrução, pós incêndio.
A Igreja data do início do século XVIII, em pleno período barroco. Avultam, na sua arquitectura, o brasão aposto no frontispício, de D. Júlio Francisco de Oliveira, e o varandim. Realce, igualmente, para a torre sineira, adossada ao corpo da capela-mor. A sua maior riqueza, no entanto, é o seu monumental órgão de tubos, no topo da capela-mor, de estilo neoclássico, que foi transferido da Sé de Viseu para a Igreja do Seminário nos anos 60 do séc XX, actualmente em obras de restauro.